# Big Beach Sports
Big Beach Sports est un jeu vidéo de sport développé par HB Studios et édité par THQ, sorti en 2008 sur Wii. Le jeu est inspiré de Wii Sports.